# Анапол
Анапол (пољ. Annapol) је село у Пољској које се налази у војводству Великопољском у повјату Јароћињском у општини Јароћин.
Од 1975. до 1998. године ово насеље се налазило у Калинском војводству.